# Marquesat d'Astorga
El marquesat d'Astorga és un títol nobiliari espanyol concedit per Enric IV de Castella a Álvar Pérez Osorio el 16 de juliol de 1465. El marquesat d'Astorga és, doncs, un dels quatre marquesats més antics d'Espanya, amb distinció de Gran d'Espanya. Comporta la dignitat d'alferes major del penó de la Divisa del rei; el marquès d'Astorga era qui aixecava el penó reial en les proclamacions dels reis d'Espanya.